# Jean-Claude Turcotte
Pour les articles homonymes, voir Turcotte.
Jean-Claude Turcotte, né le 26 juin 1936 et mort le 8 avril 2015 à Montréal, est un cardinal canadien, archevêque de Montréal de 1990 à 2012.

## Biographie

### Enfance et formation
Jean-Claude Turcotte est né le 26 juin 1936 dans le quartier de Villeray à Montréal au Québec au Canada,. Il fait ses études classiques au Collège André-Grasset de 1947 à 1955. Il étudie ensuite au grand séminaire et est diplômé de la faculté de théologie de l'Université de Montréal. Il est ordonné prêtre le 24 mai 1959. En 1965, il complète sa formation en obtenant un diplôme en pastorale sociale à Lille en France.

### Évêque
Le 14 mai 1982, il est nommé évêque titulaire (ou in partibus) de Suas (de) et évêque auxiliaire de Montréal. Il est consacré évêque le 29 juin suivant par le cardinal Paul Grégoire.
Il organise la visite du pape Jean-Paul II au Canada en 1984.
Il a été membre de la Congrégation pour la cause des saints au Vatican, et qu'il co-présidé, à Rome, les cérémonies de canonisation des deux premiers saints du Québec :  le 9 décembre 1990 pour la nouvelle sainte Marguerite d'Youville, ainsi que le 17 octobre 2010 pour le nouveau saint André Bessette[réf. nécessaire].
Il est nommé archevêque de Montréal le 17 mars 1990, à la suite de la démission du cardinal Paul Grégoire. Il conserve cette charge jusqu'au 20 mars 2012 lorsqu'il se retire pour limite d'âge. Il est alors remplacé par Christian Lépine.

### Cardinal
Le 26 novembre 1994, le pape Jean-Paul II le fait cardinal avec le titre de cardinal-prêtre de Nostra Signora del Santissimo Sacramento e Santi Martiri Canadesi.
En 1997, il devient président de la Conférence canadienne des évêques catholiques, mandat qu'il assume jusqu'en 2000.
Il participe aux Journées mondiales de la jeunesse (JMJ) de 1997, 2000, 2002 et 2005.
Ayant participé au conclave de 2005 qui a élu Benoît XVI, il a qualifié ceci d'« expérience humaine et spirituelle unique ». Certains nationalistes québécois avaient souhaité qu'il devienne pape, mais il ne le voulait pas pour lui-même[réf. nécessaire]. Il participe aussi au conclave de 2013 qui élit le pape François.
Gravement malade, le cardinal Jean-Claude Turcotte est hospitalisé à la fin de l’été 2014. Son état de santé s’étant dégradé il est admis, le 24 mars 2015, dans une unité de soins palliatifs.
Il meurt le 8 avril 2015.

## Actions

### Interventions dans les médias
À partir de 1996, il publie une chronique hebdomadaire dans le Journal de Montréal[réf. nécessaire].
En 2003, la veille de Noël, il préside une messe télévisée à la cathédrale Marie-Reine-du-Monde[réf. nécessaire].

### Présence auprès de personnalités canadiennes
Il a présidé les funérailles de Maurice Richard et de Pierre Elliott Trudeau, des personnalités qu'il admirait personnellement[réf. nécessaire].
En 2004, il tient l'homélie des funérailles de Claude Ryan, homme catholique et dirigeant politique québécois[réf. nécessaire].

### Positions par rapport aux autorités politiques
La ministre Sheila Copps l'a accusé de comploter avec les souverainistes lors du référendum de 1995[évasif][réf. nécessaire].

### À propos du sacrement de la réconciliation
En 2000, l'archevêque a ordonné[réf. nécessaire] que l'absolution collective ne soit plus donnée pendant le temps de Pâques et le temps de l'Avent.

### Commémorations, béatifications et canonisations sous son cardinalat
En tant qu'archevêque de Montréal, il préside la commémoration du 125e anniversaire de l'arrivée de la statue Notre-Dame de Liesse à l'église du Gesù en 2002, la cérémonie de béatification de mère Gamelin toujours en 2002 et le 300e anniversaire de la paroisse Sainte-Anne-de-Bellevue en 2003. 

### Opposition à l'avortement
Le 11 septembre 2008, il renonce à son insigne de l'Ordre du Canada, parce que cette distinction allait être conférée à Henry Morgentaler, militant pour le droit à l'avortement,.

## Abus sexuels
En 2020, l'ancienne juge de la Cour supérieure du Québec, Pepita G. Capriolo, est mandatée par Christian Lépine, l'archevêque de Montréal, dans le cadre de l'affaire du prêtre pédophile Brian Boucher. Elle enquête sur les responsabilités de l’archevêché de Montréal dans le dossier Brian Boucher. Son rapport de 280 pages démontre que le cardinal Jean-Claude Turcotte et l'évêque Anthony Mancini étaient informés depuis longtemps des comportements problématiques de Brian Boucher bien avant les premières plaintes pour abus sexuels envers un mineur qui ne dataient que de 2016,.

## Distinction
- Ordre du mérite à l'Université de Montréal en 1996.
- Médaille d'honneur de l'Assemblée nationale en 2005.